# Huy chương Henry Draper
Huy chương Henry Draper (tiếng Anh: Henry Draper Medal) là một giải thưởng được Anna Mary Palmer - góa phụ của nhà thiên văn học Henry Draper - lập ra, và được Viện hàn lâm Khoa học quốc gia Hoa Kỳ (United States National Academy of Sciences) trao cho những người có cống hiến nổi bật trong Thiên văn học và Vật lý thiên văn. Giải này được trao cách quãng, không theo hàng năm.

## Các người đoạt Huy chương Henry Draper
| 1886 | Samuel Pierpont Langley                     |
| 1888 | Edward Charles Pickering                    |
| 1890 | Henry Augustus Rowland                      |
| 1893 | Hermann Carl Vogel                          |
| 1899 | James Edward Keeler                         |
| 1901 | William Huggins                             |
| 1904 | George Ellery Hale                          |
| 1906 | William Wallace Campbell                    |
| 1910 | Charles Greeley Abbot                       |
| 1913 | Henri-Alexandre Deslandres                  |
| 1915 | Joel Stebbins                               |
| 1916 | Albert Abraham Michelson                    |
| 1918 | Walter Sydney Adams                         |
| 1919 | Charles Fabry                               |
| 1920 | Alfred Fowler                               |
| 1921 | Pieter Zeeman                               |
| 1922 | Henry Norris Russell                        |
| 1924 | Arthur Stanley Eddington                    |
| 1926 | Harlow Shapley                              |
| 1928 | William Hammond Wright                      |
| 1931 | Annie Jump Cannon                           |
| 1932 | Vesto Slipher                               |
| 1934 | John Stanley Plaskett                       |
| 1936 | Kenneth Mees                                |
| 1940 | Robert W. Wood                              |
| 1942 | Ira Sprague Bowen                           |
| 1945 | Paul W. Merrill                             |
| 1947 | Hans Bethe                                  |
| 1949 | Otto Struve                                 |
| 1951 | Bernard Lyot                                |
| 1955 | Hendrik C. van de Hulst                     |
| 1957 | Horace W. Babcock                           |
| 1960 | Martin Schwarzschild                        |
| 1963 | Richard Tousey                              |
| 1965 | Martin Ryle                                 |
| 1968 | Bengt Edlén                                 |
| 1971 | Subrahmanyan Chandrasekhar                  |
| 1974 | Lyman Spitzer                               |
| 1977 | Arno Allan Penzias và Robert Woodrow Wilson |
| 1980 | William Wilson Morgan                       |
| 1985 | Joseph Taylor                               |
| 1989 | Riccardo Giovanelli và Martha P. Haynes     |
| 1993 | Ralph Asher Alpher và Robert Herman         |
| 1997 | Bohdan Paczynski                            |
| 2001 | R. Paul Butler và Geoffrey Marcy            |
| 2005 | Charles L. Bennett                          |
| 2009 | Neil Gehrels                                |
| 2013 | William J. Borucki                          |